# Anguish (Zweedse band)
Anguish is een Zweedse heavymetalband.

## Artiesten
- Pingo - basgitarist, vocalist
- Bruno - drummer
- Westman - gitarist

## Vroegere leden
- Lofta - gitarist (tot 1998)

## Discografie
- 1994 - Face Death With A Laugh
- 1998 - Still Got The Blast
- 1999 - Not Hard Enough
- 2000 - A Twist Of Fate
- 2000 - Vol 4
- 2002 - Steel Going Strong